# Bistr

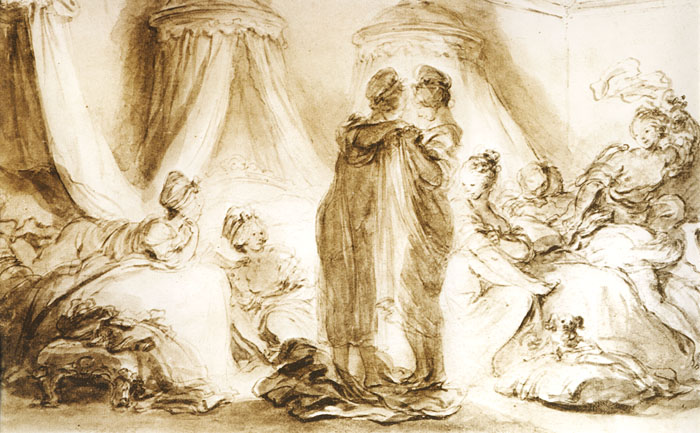
Rysunek bistrem Jean-Honoré Fragonarda

Bistr, bister (fr.  bistre - ciemnobrunatny, ciemnobrązowy) – przezroczysty pigment wytwarzany z rozpuszczonej w wodzie i kleju smolistej sadzy, uzyskiwanej przy spalaniu różnych gatunków drewna, głównie bukowego.
W zależności od użytego surowca i sposobu przygotowania uzyskuje barwy od ciemnożółtej do ciemnobrązowej. Przy zastosowaniu odpowiednich spoiw można wytwarzać z niego także farby akwarelowe i kredy. W średniowieczu używano go do sporządzania iluminowanych rękopisów. Od XIV w. stosowany był jako jeden z głównych materiałów w rysunkach pędzlem oraz do lawowania. Jego możliwości  wykorzystywali m.in. Leonardo da Vinci, Hieronim Bosch, Tycjan, Jacopo Tintoretto, Rembrandt, Guercino oraz Claude Lorrain. Ok. 1800 wyparła go sepia. Obecnie jest rzadko stosowany.